# Карабулак (Астраханская область)
Карабула́к — посёлок в Икрянинском районе Астраханской области, входит в состав Икрянинского сельсовета.

## Физико-географическая характеристика
Посёлок расположен в северо-западной части Икрянинского района. Расстояние до Астрахани по прямой составляет 48 километров (до центра города), до районного центра и центра сельсовета села Икряное — 13 километров.
Часовой пояс
Карабулак, как и вся Астраханская область, находится в часовой зоне МСК+1. Смещение применяемого времени относительно UTC составляет +4:00.

## История
В 1969 г. указом президиума ВС РСФСР поселок рыбозавода «Карабулак» переименован в Карабулак.

## Население
| 2002 | 2010 |
| ---- | ---- |
| 294  | ↘275 |

Около 40 % населения составляют русские, ещё 36 % калмыки.
| Национальность | Численность (2010) | Процент |
| -------------- | ------------------ | ------- |
| Русские        | 119                | 42,8%   |
| Калмыки        | 82                 | 29,5%   |
| Даргинцы       | 11                 | 4%      |
| Казахи         | 11                 | 4%      |
| Чеченцы        | 9                  | 3,2%    |
| Украинцы       | 8                  | 2,9%    |
| Корейцы        | 5                  | 1,8%    |
| Кумыки         | 4                  | 1,4%    |
| Не указана     | 29                 | 10,4%   |
| Всего          | 278                | 100%    |